# Sügéralkatúak
A sügéralkatúak (Percoidei) a sugarasúszójú halak (Actinopterygii) osztályába és a sügéralakúak (Perciformes) rendjébe tartozó alrend.

## Rendszerezésük
- Acropomatidae
- Üvegsügérek (Ambassidae)
- Aplodactylidae
- Kardinálishal-félék (Apogonidae)
- Arripidae
- Banjosidae
- Bathyclupeidae
- Aranyosfejűhal-félék (Bramidae)
- Caesionidae
- Callanthiidae
- Tüskésmakréla-félék (Carangidae)
- Caristiidae
- Díszsügérfélék (Centrarchidae)
- Centrogeniidae
- Centropomidae
- Szalaghalfélék (Cepolidae)
- Sörtefogúfélék (Chaetodontidae)
- Cheilodactylidae
- Chironemidae
- Cirrhitidae
- Coiidae
- Aranymakrahal-félék (Coryphaenidae)
- Dichistiidae
- Dinolestidae
- Dinopercidae
- Drepanidae
- Echeneidae
- Emmelichthyidae
- Enoplosidae
- Epigonidae
- Gerreidae
- Glaucosomatidae
- Grammatidae
- Haemulidae
- Hapalogenyidae
- Inermiidae
- Kuhliidae
- Kyphosidae
- Lactariidae
- Latidae
- Latridae
- Leiognathidae
- Leptobramidae
- Császársügérfélék (Lethrinidae)
- Lobotidae
- Lutjanidae
- Malacanthidae
- Menidae
- Monodactylidae
- Moronidae
- Tengerimárna-félék (Mullidae)
- Nandidae
  - Badinae
    - Badis
    - Dario

  - Nandinae
    - Afronandus
    - Monocirrhus
    - Nandopsis
    - Nandus
    - Polycentropsis
    - Polycentrus

  - Pristolepidinae
    - Pristolepis
- Nematistiidae
- Nemipteridae
- Notograptidae
- Opistognathidae
- Oplegnathidae
- Ostracoberycidae
- Parascorpididae
- Pempheridae
- Pentacerotidae
- Percichthyidae
- Sügérfélék (Percidae)
- Plesiopidae
- Polynemidae
- Polyprionidae
- Pomacanthidae
- Pomatomidae
- Priacanthidae
- Pseudochromidae
- Rachycentridae
- Árnyékhalfélék (Sciaenidae)
- Scombropidae
- Fűrészfogú sügérfélék (Serranidae)
- Sillaginidae
- Tengeri durbincsfélék (Sparidae)
- Symphysanodontidae
- Terapontidae
- Lövőhalfélék (Toxotidae)